# 直方バイパス
直方バイパス（のおがたバイパス）は、福岡県北九州市八幡西区から同県直方市に至る、全長約7 kmの国道200号バイパスである。

## 概要
一般的に接続する飯塚バイパスと合わせ、直方・飯塚バイパスと呼ばれる。
2002年に暫定2車線で開通した後、区間の拡幅工事が進められていたが、2005年のイオン直方ショッピングセンター（現・イオンモール直方）開店と同時に、全線4車線（片道2車線）で開通（完成）した。
起点の馬場山交差点（北九州市八幡西区馬場山）から、直方大橋東交差点（直方市下境）までは信号機がひとつもなく、また都市高速（北九州高速道路）の出口に接続しており、高速道路に似た構造などで速度が非常に出しやすい道路となっている。そのため、白バイや覆面車両・白黒パトカー等による取り締まりが頻繁に行われているほか、「この道路は法定速度です」と書かれた注意喚起標識も各所に設置されている。

### 路線データ

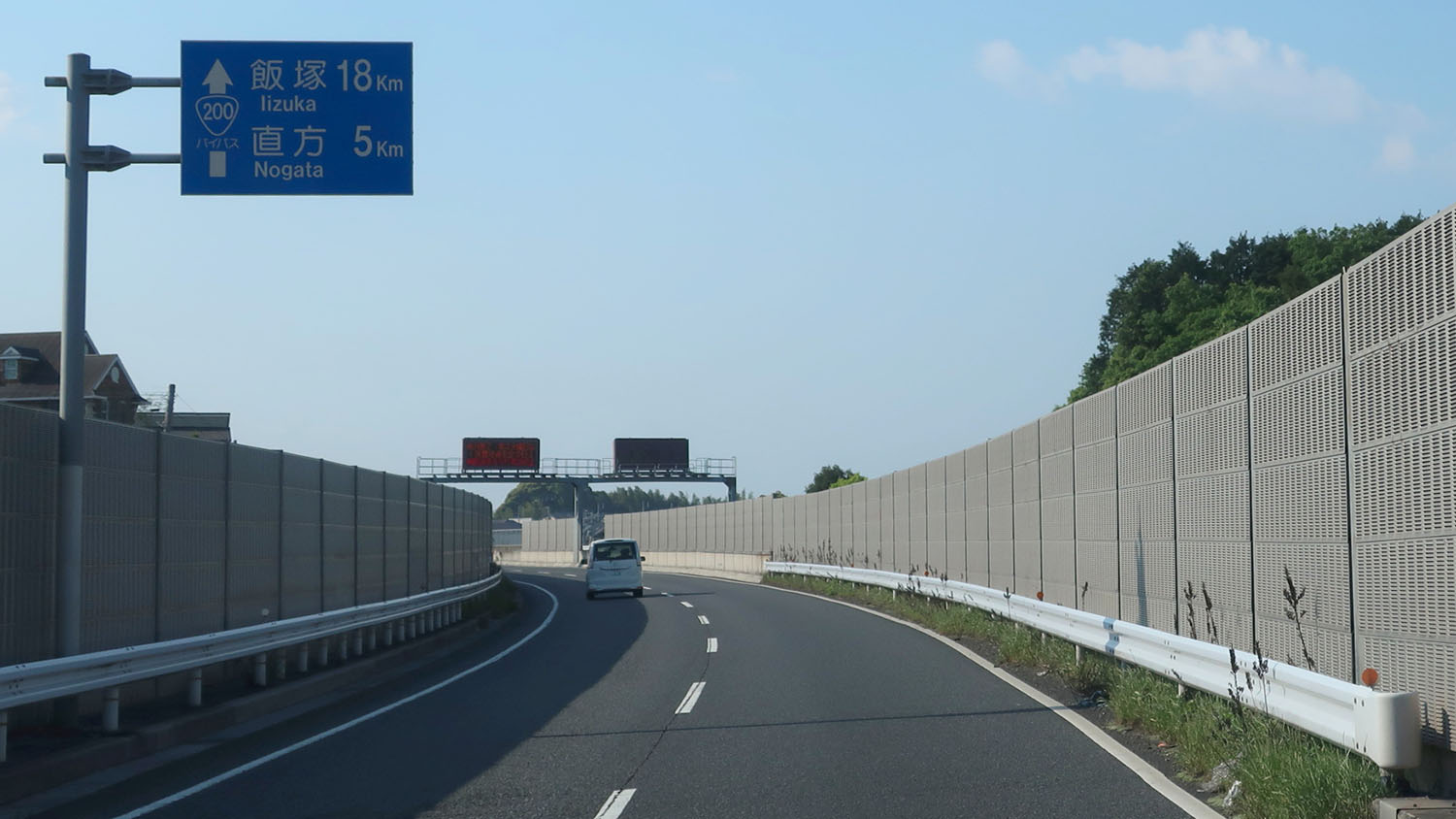
直方バイパス
福岡県北九州市八幡西区

- 路線名：国道200号
- 起点：福岡県北九州市八幡西区馬場山
- 終点：福岡県直方市下境
- 全長：7.0 km
- 規格：第3種1級
- 道路幅員：25.0 m
- 車線数：4車線

## 歴史
直方バイパスは1971年に事業化し、2004年度に全線4車線で共用した。 
直方バイパスの整備前は、並行区間の現道（直方市街地部）が、全線通して最も混雑度の高い区間であった。 直方バイパスは、これら直方市と周辺部の交通混雑の緩和、および地域間交通の円滑化による地域の発展・浮揚の支援を目的とし、段階的な供用を経て、2004年4月までに全線4.0km を4車線で供用した。1971年度に事業化したものの、地域住民により結成された「頓野の環境を守る会」との意見交換と調整に、約10年間（1973年～1983年）の期間を要し、その間、事業の実施を見合わせていた。 

### 「頓野の環境を守る会」の経緯
- S46.12：福岡県が計画線（直方BP）調査発表
- S47.1：頓野地区住民236人が「路線計画に反対する陳情書」
- S47.12：都市計画決定（平面）
- S48.7：「頓野の環境を守る会」発足
- S48.9：「頓野の環境を守る会」がバイパス反対の陳情書
- S49.2：「頓野の環境を守る会」が直方BP建設計画白紙撤回に関する申し入れ
- S49.3：県から「頓野の環境を守る会」に上記申し入れに対する回答

```
①説明不足のお詫び 
②環境保全の検討 
③地元了解後に用地、工事着手する 
```

- S58.3：県・市・頓野の環境を守る会「一般国道200号直方バイパス建設に関する確認書」

```
①環境対策 
②掘割構造 
③環境保全目標の保持 
④立入測量・調査に同意 
```

- S62.12：都市計画変更（掘割）
- H2.9：国・県・市・頓野の環境を守る会「一般国道200号直方バイパスに関する議事録の確認書」

```
①騒音・大気・振動等の測定 
②環境基準超過時の対策 
③井戸水枯渇対策 
④環境に配慮した工事方法 
⑤苦情処理 
```

- H3：用地着手（直方市域）
- H4：工事着手（直方市域）

### 直方バイパスの事業
直方バイパスの事業においては、『頓野の環境を守る会』への対応により、約10年（1973年～1983年）の調整期間を要しており、事業期間の長期化をまねく結果となった。 しかし、『頓野の環境を守る会』が心配していた騒音問題に対処すべく、意見交換を行う場を設け、意見を取り入れた形でバイパスの構造については、「平面」構造から「掘割」構造へ変更を行うとともに（1987年 都市計画変更）、環境施設帯や遮音壁の増設を行い、沿線地域環境への影響を踏まえた対策を実施している。
意見交換による計画の見直しにより、1987年に都市計画変更を行い、事業を再開。
直方バイパスの完成4車線整備（2004年）前後において、直方市を中心とした通勤通学流動が、増加傾向にある。また、直方バイパスの沿線に立地するイオンモール直方は、バイパス供用後の2005年4月8日に開業し、来訪者の内訳は北九州（44%）・筑豊（40%）・福岡（9%）ナンバーの車両※1 であり、バイパス整備が広域的な集客力を支援しているものと考えられ、日常の生活行動（通勤・通学・買い物）が広域化しているものと考えられる。 なお、イオンモール直方は、約140の店舗が入店し、沿道地区では最大規模の店舗（店舗面積約 42,000 ㎡）であり、自動車で30分圏（約36万人、約14万世帯）を商圏とし、筑豊エリア初のエンターテイメントショッピングセンターとして整備されている※2。 
※1：（ ）内の数値は、2005年5月31日 asahi.com 掲載記事より引用 
※2：イオン九州株式会社：公表資料より

## 年表
- 1971年度 - 事業化
- 1972年12月7日 - 都市計画決定
- 1975年度 - 用地買収に着手
- 1976年 - 着工
- 1979年 - 一部開通（馬場山交差点から八幡ICまで）
- 1987年 - 都市計画変更（平面構造から掘削構造へ）
- 2002年9月4日 - 全線開通（暫定2車線）
- 2005年 - 全線完成（4車線開通）

## 主な接続道路
- 国道200号（飯塚バイパス）
- 国道211号
- 金剛 - 北九州高速道路4号線
- 八幡IC - E3 九州自動車道・北九州高速4号線
- 福岡県道28号直方行橋線
- 福岡県道22号田川直方線
- 福岡県道419号夏吉直方線